# (1928) Summa
(1928) Summa (1938 SO) – planetoida z pasa głównego asteroid okrążająca Słońce w ciągu 3,9 lat w średniej odległości 2,48 j.a. Odkryta 21 września 1938 roku.